# بوراک یوروک
بوراک یوروک (انگلیسی: Burak Yörük؛ زادهٔ ۲۶ مهٔ ۱۹۹۵) بازیگر اهل ترکیه است. وی از سال ۲۰۰۲ میلادی تاکنون مشغول فعالیت بوده‌است.
از فیلم‌ها یا برنامه‌های تلویزیونی که وی در آن نقش داشته‌است می‌توان به عشق منطق انتقام اشاره کرد.